# Нусдорф-об-дер-Трайзен
Нусдорф-об-дер-Трайзен (нем. Nußdorf ob der Traisen) — ярмарочная коммуна (нем. Marktgemeinde) в Австрии, в федеральной земле Нижняя Австрия. 
Входит в состав округа Санкт-Пёльтен.  Население составляет 1583 человека (на 31 декабря 2005 года). Занимает площадь 15,43 км². Официальный код  —  31928.

## Политическая ситуация
Бургомистр коммуны — Хайнц Конрат (СДПА) по результатам выборов 2005 года.
Совет представителей коммуны (нем. Gemeinderat) состоит из 19 мест.
- СДПА занимает 10 мест.
- АНП занимает 9 мест.